# Дворец сенаторов

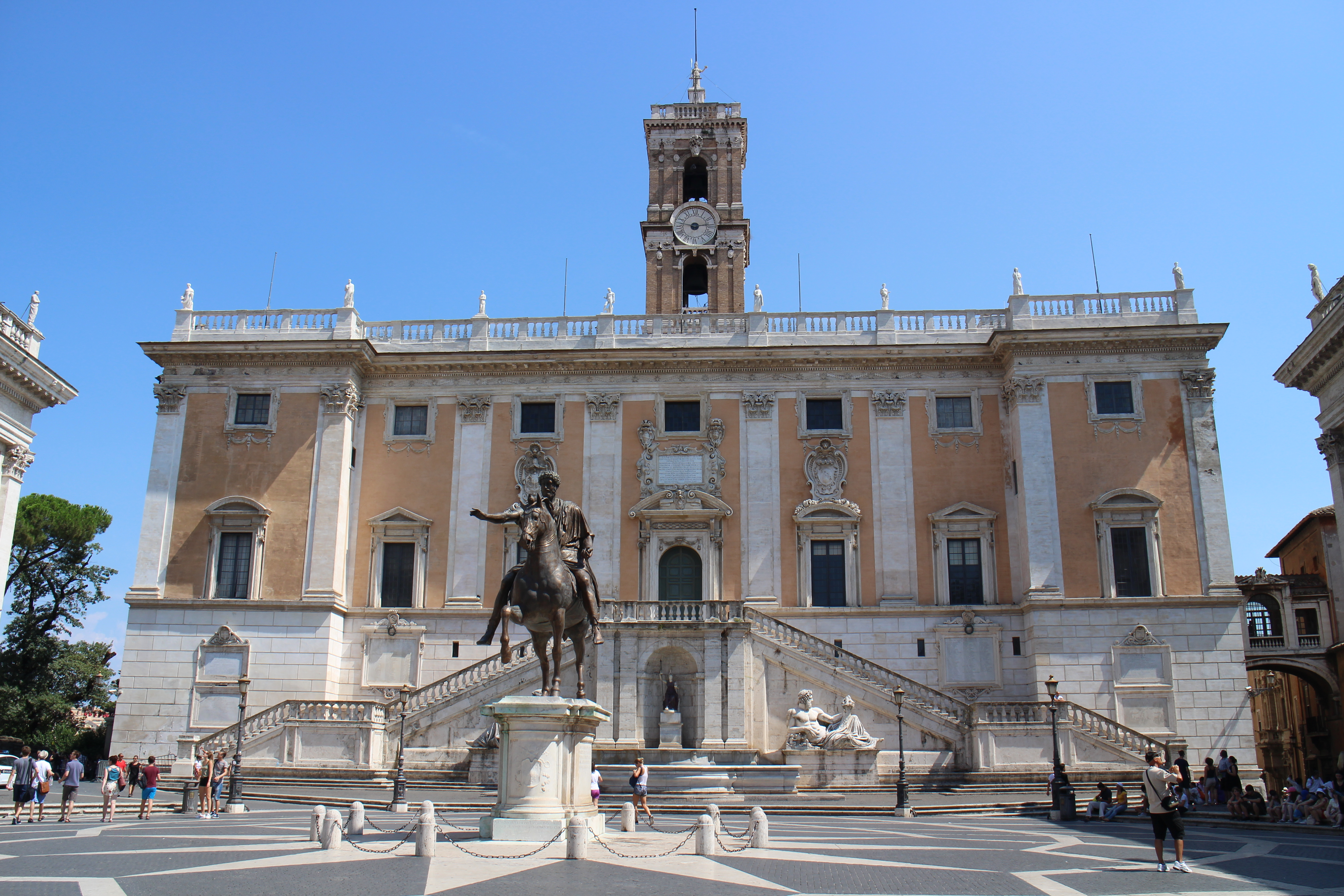
Вид со стороны Капитолийской площади

Дворец сенаторов (итал. Palazzo Senatorio) — ренессансное общественное здание, построенное в 1573-1605 гг. по проекту Микеланджело на Капитолийском холме в Риме. Сейчас в нём располагается мэрия города Рима.
В 78 году до н. э. Сенат поручил консулу Квинту Лутацию Катулу возвести на Капитолийском холме государственный архив — Табуларий. Строительством заведовал зодчий Луций Корнелий. В течение средневековья здание архива пришло в запустение, как и другие античные постройки города. Знатная семья Корси, воспользовавшись его расположением на гребне холма, возвела над ним свой замок.
В середине XVI века папа римский поручил Микеланджело перестроить весь Капитолий, разбив на вершине представительную площадь под названием Пьяцца-дель-Кампидольо. По замыслу зодчего, стороны площади должны были образовать три дворца, главным из которых должен был стать Дворец сенаторов. По бокам от него были задуманы более низкие объёмы двух симметричных зданий — Дворца консерваторов и Нового дворца. При оформлении фасадов всех трёх дворцов Микеланджело предполагал использовать большой ордер.
Посредине площади Кампидольо в 1538 году была установлена конная статуя Марка Аврелия (древнеримская скульптура II века, в конце XX века заменена копией). К дворцу сенаторов по склону Капитолия должна была вести величественная лестница, посредине которой планировался фонтан с античными фигурами — олицетворениями Тибра и Нила.
Монументальный проект Микеланджело был реализован (с незначительными отклонениями) уже после его смерти учениками, Джакомо делла Порта и Джироламо Райнальди (представители маньеризма). В новом здании уцелела нижняя часть античного Табулария. Две башни по бокам также остались со времени укреплений Корси. Всё это придаёт дворцу, несмотря на его чисто ренессансный фасад, оттенок оборонительного сооружения. Ратушная (часовая) башня возведена в 1578—1582 годах архитектором Мартино Лонги Старшим.
С 1871 года дворец служит резиденцией мэра Рима и местопребыванием других городских чиновников, поэтому бо́льшая часть помещений закрыта для туристов. В этом дворце 25 марта 1957 года был подписан Римский договор. В нижней (античной) части здания выставлены некоторые экспонаты Капитолийских музеев.

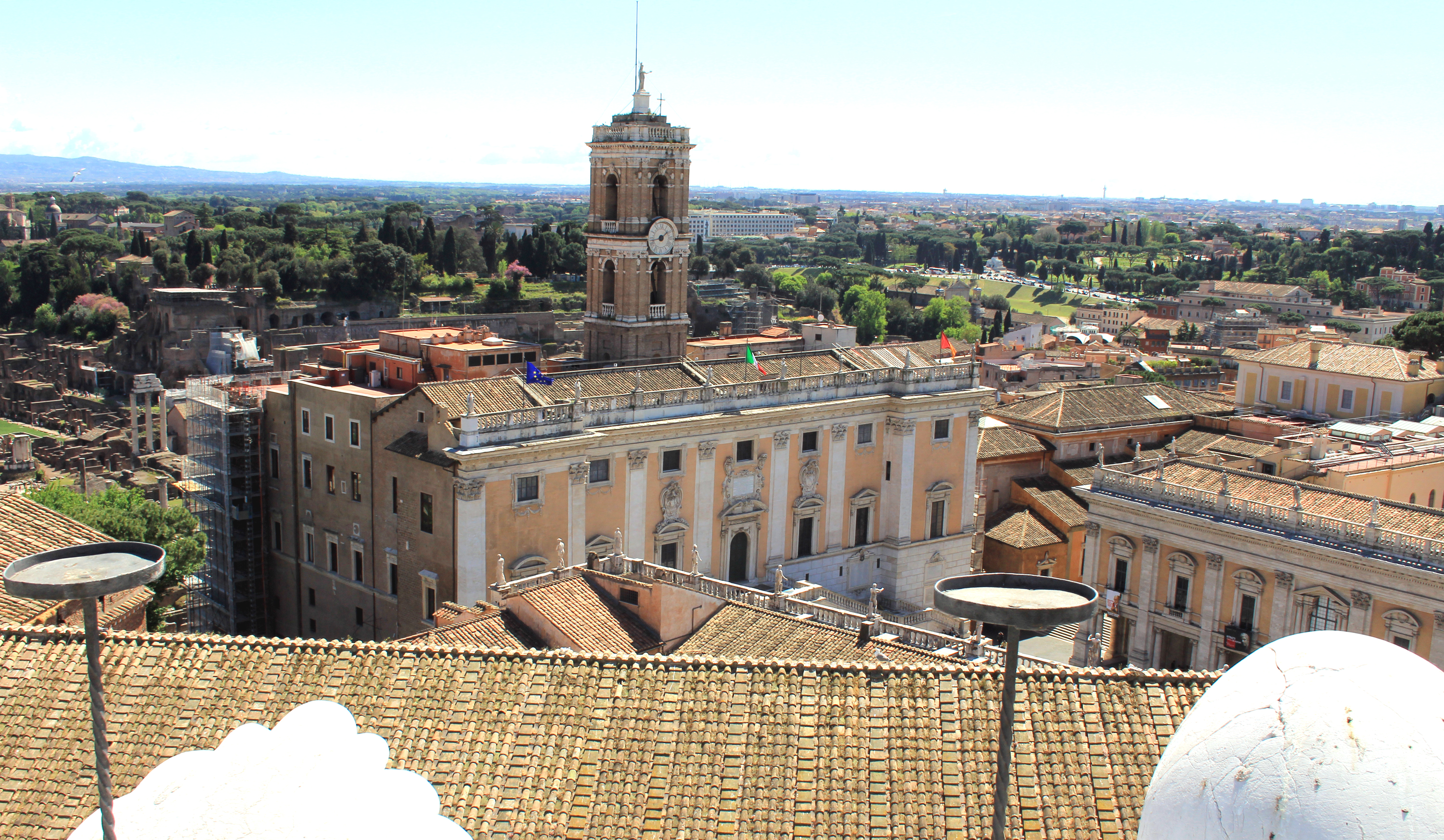
Вид со стороны Витториано
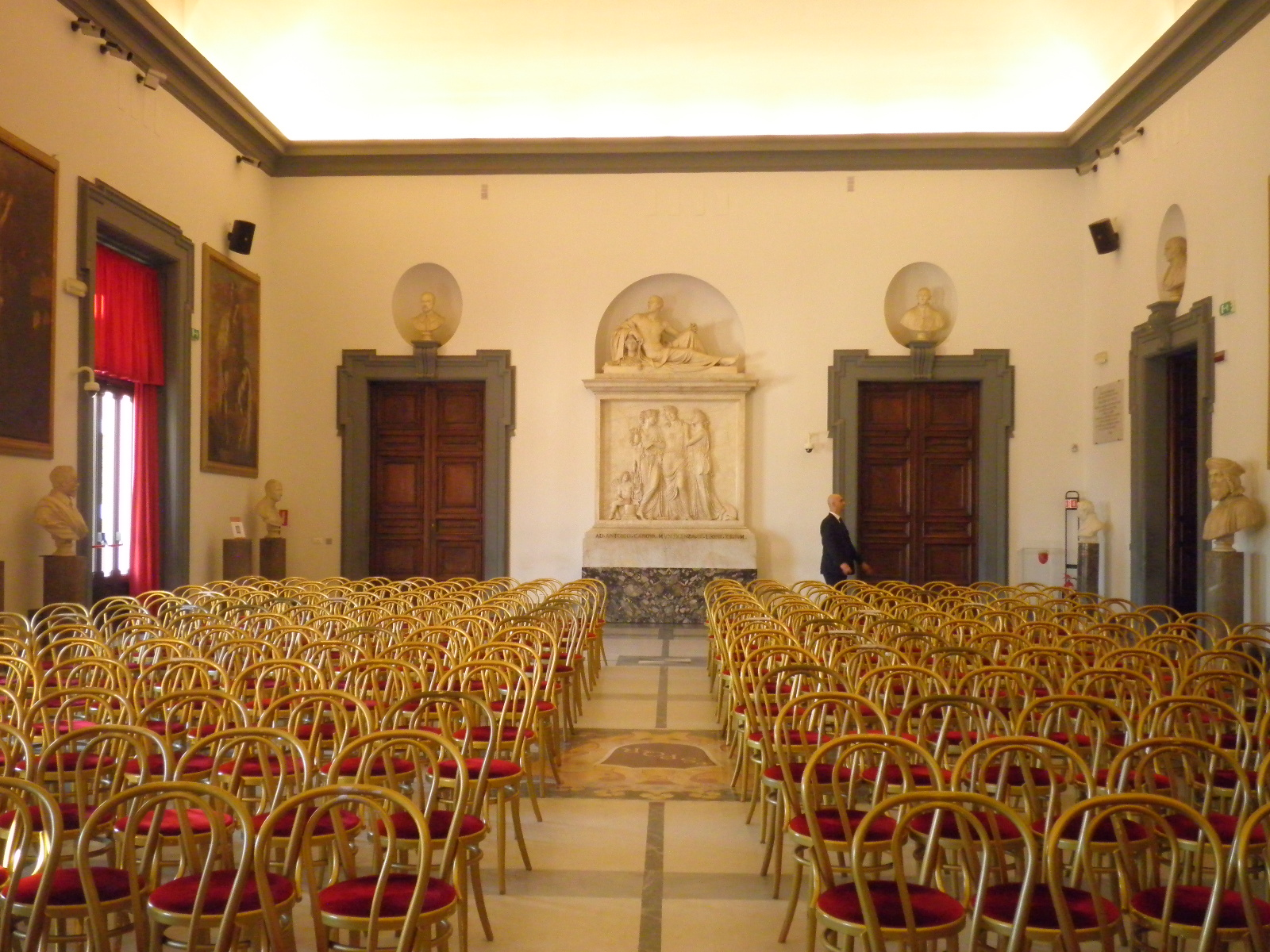
Один из залов дворца
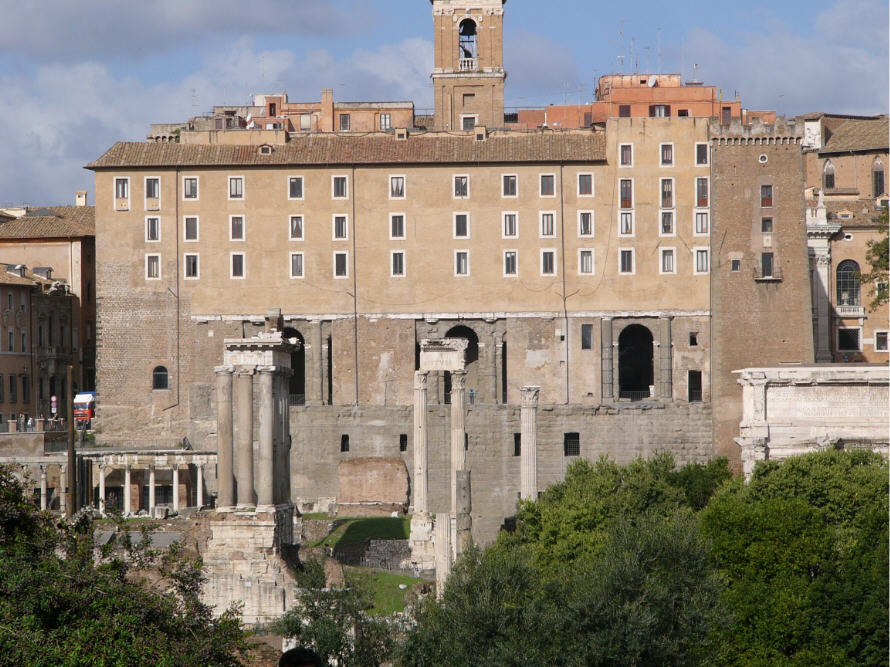
Вид со стороны Римского форума